# Bataille de Myong-Yang
Guerre Imjin
Batailles
- Okpo
- Chilchonryang
- Myong-Yang
- Ulsan
- No Ryang

La bataille de Myong-Yang (명량대첩 en hangeul, 鳴梁大捷 en hanja, Myeongryang Daechup en romanisation révisée) est une bataille navale de la guerre Imjin ayant opposé les marines japonaise et coréenne le 26 octobre 1597 dans le détroit de Myong-Yang. La flotte coréenne commandée par l'amiral Yi Sun-sin remporta une victoire décisive malgré sa forte infériorité numérique. Elle ne disposait que de 13 navires face à 333 navires japonais dont 133 navires de guerre.
Les Japonais subirent de lourdes pertes et battirent en retraite, laissant la flotte coréenne quasi-intacte et victorieuse. Cette bataille est considérée comme l'un des plus hauts faits d'armes de Yi et fait suite à la bataille de Chilchonryang qui vit la flotte coréenne quasiment anéantie.

## Prélude
Profitant des dissensions politiques au sein de la dynastie Choson, des intrigues japonaises entraînèrent le passage de l’amiral Yi Sun-sin en cour martiale où il échappa à la condamnation à mort grâce à ses états de service. Yi fut cependant  torturé et dégradé au rang de simple soldat. L’amiral Won Gyun, rival de Yi, prit le commandement de la flotte coréenne qui s’était accrue de 63 à 166 navires de guerre lourds sous le commandement de Yi. Won Gyun était un commandant militaire incompétent qui commença par gaspiller la force de la flotte Choson en manœuvres mal préparées contre la base navale japonaise de Pusan.
Lors de la bataille de Chilchonryang, la flotte japonaise sous le commandement de Tōdō Takatora manœuvra la flotte coréenne et la détruisit presque entièrement. Peu après, les Japonais renforcèrent leurs garnisons de Pusan et de plusieurs forts de la côte sud-coréenne, et lancèrent leur deuxième invasion de la péninsule. Avec la destruction de la flotte coréenne, les Japonais avaient dégagé l'accès à la mer Jaune et pensaient pouvoir ravitailler leur troupes dans leur progression vers le nord. Lors des campagnes de 1592, l’amiral Yi avait empêché les Japonais de se ravitailler de cette façon et bloqué les navires dans leur base principale du port de Pusan.

## La bataille
L'amiral Yi Sun-sin fut rapidement rétabli dans ses fonctions de commandant suprême des flottes régionales après la mort de Won Gyun à la bataille de Chilchonryang. Yi disposait seulement de 12 panokseon, sauvés par un officier coréen, Bae Seol, qui s'était enfui au début de la bataille de Chilchonryang. Plus tard, un autre navire les rejoignit, portant la petite flotte à 13 navires. Yi ne trouva également qu'une centaine de marins mais fut rapidement rallié par une partie des survivants de Chilchonryang, et son armée comptait en fin septembre au moins 1500 marins et soldats.
Le détroit de Myong-Yang connaît de très forts courants pouvant atteindre 10 nœuds marins dans une direction puis dans l'autre selon les marées. L'amiral Yi utilisa ces conditions exceptionnelles pour compenser en partie le rapport de forces. Le matin du 26 octobre, les Japonais s'engagèrent dans le détroit avec des courants favorables pendant que l'amiral Yi les attendait de l'autre côté de la passe, ses navires cachés dans l'ombre des collines, près de la côte. Lorsque les Japonais atteignirent l'extrémité du détroit, Yi ordonna à ses navires une formation de bataille pour attaquer.
En utilisant une technique de double salve, les Coréens déclenchèrent un terrible feu de barrage, gardant les Japonais à distance. L'étroitesse du détroit et la force du courant empêcha le contournement ou l'enveloppement des navires coréens. De plus, le fond plat des navires coréens les rendaient plus stables et précis pour le tir que les navires japonais à quille.
Les hommes de l'amiral Yi repêchèrent dans le courant le corps d'un commandant japonais de rang supérieur, qui fut identifié comme Kurushima Michifusa, le commandant de l'avant-garde de la flotte japonaise et frère du défunt Kurushima Michiyuki, tué en 1592 par Yi à la bataille de Dangpo. Yi ordonna de décapiter Kurushima et de planter sa tête au sommet du mât du navire amiral. En apprenant la mort de leur commandant, les Japonais se désespèrent.
La marée se renversa ensuite et les navires japonais commencèrent à reculer et à se percuter dans le courant. En profitant de la confusion, Yi ordonna à ses navires d'avancer et de presser l'attaque et détruisit bon nombre de navires disproportionné en regard des forces en présence. La formation dense des navires japonais formait une cible parfaite pour l'artillerie coréenne et la force du courant empêchait les hommes à la mer de regagner les rives. De nombreux marins japonais abandonnant des navires naufragés ou endommagés se noyèrent. Après la perte de 31 navires de guerre et de lourds dommages, la flotte japonaise se résolut à battre en retraite.
Cette victoire empêcha les Japonais d'accéder librement à la mer Jaune pour ravitailler leur troupes, qui venaient de rencontrer les armées coréennes et chinoises à la bataille de Jiksan (Cheonan) et se dirigeaient vers la capitale Hanseong (Séoul). Leurs renforts et ravitaillements coupés par la mer, les Japonais stoppèrent leur avance et commencèrent une retraite générale.

## Conséquences
Le résultat de la bataille fut un choc terrible pour l'ensemble du commandement japonais. Elle signifiait la fin de la campagne terrestre. Les Japonais pensaient en effet soutenir leur armée par un envoi de troupes fraîches et de ravitaillement à travers la mer Jaune, ce qui n'était plus possible. Les armées coréenne et chinoise purent donc se regrouper puis repousser les Japonais vers leur réseau de forteresses, sur la côte sud-est de la péninsule.
La victoire permit également à la flotte chinoise de rejoindre l'amiral Yi au début de 1598. Cette flotte était restée en protection des principaux ports chinois en cas d'attaque japonaise à la suite de la destruction de la flotte coréenne à la bataille de Chilchonryang. La victoire à Myong Yang convainquit le gouvernement Ming d'alléger la sécurité des ports pour mobiliser une flotte à l'aide de la Corée.
La flotte japonaise fut lourdement endommagée (au moins 31 navires détruits et 91 autres irrécupérables). Kurushima fut tué et Tōdō Takatora (le héros de Chilchonryang) blessé. La flotte japonaise se replia sur Pusan pour réparations où elle resta immobilisée plusieurs mois, permettant aux Coréens de reconstruire leur flotte et aux Chinois de faire parvenir des renforts maritimes.